# Chironomus lundstroemi
Chironomus lundstroemi är en tvåvingeart som beskrevs av Ole Anton Saether 2004. Chironomus lundstroemi ingår i släktet Chironomus och familjen fjädermyggor. Inga underarter finns listade i Catalogue of Life.